# Mordellistena purpurascens
Mordellistena purpurascens is een keversoort uit de familie spartelkevers (Mordellidae). De wetenschappelijke naam van de soort is voor het eerst geldig gepubliceerd in 1854 door Costa.